# Discografia de Cher
A discografia da cantora americana Cher consiste em 26 álbuns de estúdio, nove compilações, cinco trilhas sonoras, um álbum ao vivo e dois álbuns remixados. Cher vendeu aproximadamente 100 milhões de álbuns e  singles em carreira solo e com a dupla Sonny & Cher. Segundo a RIAA, Cher tem sete álbuns de ouro, dois álbuns de platina e três álbuns de multi-platina nos Estados Unidos.

## Discografia

### Álbuns de estúdio

#### 1965-1982
| 1965                                                      | All I Really Want to Do   | - Lançamento: 16 de outubro de 1965 - Gravadora: Imperial, Liberty - Formatos: LP               | 16  | —  | — | —  | — | —  | — | — | 7  |              |
| 1966                                                      | The Sonny Side of Chér    | - Lançamento: Fevereiro de 1966 - Gravadora: Imperial, Liberty - Formatos: LP                   | 26  | —  | — | —  | — | 17 | — | — | 11 |              |
| 1966                                                      | Chér                      | - Lançamento: Outubro de 1966 - Gravadora: Imperial, Liberty - Formatos: LP                     | 59  | 32 | — | —  | — | —  | — | — | —  |              |
| 1967                                                      | With Love, Chér           | - Lançamento: Novembro de 1967 - Gravadora: Imperial, Liberty - Formatos: LP                    | 47  | —  | — | —  | — | —  | — | — | —  |              |
| 1968                                                      | Backstage                 | - Lançamento: Julho de 1968 - Gravadora: Imperial, Liberty - Formatos: LP                       | —   | —  | — | —  | — | —  | — | — | —  |              |
| 1969                                                      | 3614 Jackson Highway      | - Lançamento: 20 de junho de 1969 - Gravadora: Atco, Rhino - Formatos: LP, CD                   | 160 | —  | — | —  | — | —  | — | — | —  |              |
| 1971                                                      | Gypsys, Tramps & Thieves  | - Lançamento: 3 de março de 1971 - Gravadora: Kapp, MCA, Universal - Formatos: LP, Cassette, CD | 16  | —  | — | 14 | — | 21 | — | — | —  | - RIAA: Ouro |
| 1972                                                      | Foxy Lady                 | - Lançamento: 10 de julho de 1972 - Gravadora: Kapp, MCA - Formatos: LP, Cassette               | 43  | —  | — | 39 | — | —  | — | — | —  |              |
| 1973                                                      | Bittersweet White Light   | - Lançamento: Abril de 1973 - Gravadora: MCA - Formatos: LP, Cassette                           | 140 | —  | — | —  | — | —  | — | — | —  |              |
| 1973                                                      | Half-Breed                | - Lançamento: 27 de outubro de 1973 - Gravadora: MCA - Formatos: LP, Cassette                   | 28  | —  | — | 21 | — | 18 | — | — | —  | - RIAA: Ouro |
| 1974                                                      | Dark Lady                 | - Lançamento: Maio de 1974 - Gravadora: MCA - Formatos: LP, Cassette                            | 69  | —  | — | 33 | — | 20 | — | — | —  |              |
| 1975                                                      | Stars                     | - Lançamento: Maio de 1975 - Gravadora: Warner Bros. - Formatos: LP                             | 153 | —  | — | —  | — | —  | — | — | —  |              |
| 1976                                                      | I'd Rather Believe in You | - Lançamento: Outubro de 1976 - Gravadora: Warner Bros. - Formatos: LP                          | —   | —  | — | —  | — | —  | — | — | —  |              |
| 1977                                                      | Cherished                 | - Lançamento: Setembro de 1977 - Gravadora: Warner Bros. - Formatos: LP                         | —   | —  | — | —  | — | —  | — | — | —  |              |
| 1979                                                      | Take Me Home              | - Lançamento: 25 de janeiro de 1979 - Gravadora: Casablanca, Philips - Formatos: LP, Cassette   | 25  | —  | — | 24 | — | 42 | — | — | —  | - RIAA: Ouro |
| 1979                                                      | Prisoner                  | - Lançamento: 22 de outubro de 1979 - Gravadora: Casablanca - Formatos: LP                      | 59  | —  | — | —  | — | —  | — | — | —  |              |
| 1980                                                      | Black Rose                | - Lançamento: 21 de agosto de 1980 - Gravadora: Casablanca, EMI - Formatos: LP, CD              | —   | —  | — | —  | — | —  | — | — | —  |              |
| 1982                                                      | I Paralyze                | - Lançamento: 28 de maio de 1982 - Gravadora: Columbia, Varèse Sarabande - Formatos: LP, CD     | —   | —  | — | —  | — | —  | — | — | —  |              |
| "—" não alcançou ou não foi lançado no país dessa parada. |                           |                                                                                                 |     |    |   |    |   |    |   |   |    |              |

#### 1987-presente
| 1987                                                      | Cher                | - Lançamento: 10 de novembro de 1987 - Gravadora: Geffen - Formatos: LP, CD, Cassette                               | 32 | —  | —  | 39 | —  | 14 | 44 | —  | 26 | - Platina RIAA - Ouro BPI                                                                                              |
| 1989                                                      | Heart of Stone      | - Lançamento: 19 de junho de 1989 - Gravadora: Geffen - Formatos: LP, CD, Cassette                                  | 10 | 1  | 15 | 17 | 19 | 11 | 19 | —  | 7  | - 3× Platina RIAA - 4× Platina Music Canada - Platina BPI                                                              |
| 1991                                                      | Love Hurts          | - Lançamento: 18 de junho de 1991 - Gravadora: Geffen - Formatos: LP, CD, Cassette                                  | 48 | 15 | 1  | 29 | 29 | 1  | 4  | 3  | 1  | - Ouro RIAA - Platina Music Canada - 3× Platina BPI - Platina IFPI - Platina RIANZ - Platina IFPI                      |
| 1996                                                      | It's a Man's World  | - Lançamento: 25 de junho de 1996 - Gravadora: WEA, Reprise - Formatos: LP, CD, Cassette                            | 64 | —  | 8  | 46 | 74 | 64 | 18 | —  | 10 | - Ouro BPI |
| 1998                                                      | Believe             | - Lançamento: 10 de novembro de 1998 - Gravadora: Warner Bros. - Formatos: LP, CD, Cassette, Digital Download       | 4  | 13 | 1  | 2  | 1  | 4  | 2  | 2  | 7  | - 4× Platina RIAA - 6× Platina Music Canada - 2× Platina BPI - 2× Platina ARIA - 5× Platina IFPI-PEA - 2× Platina SNEP |
| 2001                                                      | Living Proof        | - Lançamento: 26 de fevereiro de 2002 - Gravadora: Warner Bros., WEA - Formatos: LP, CD, Cassette, Digital Download | 9  | 68 | 19 | 64 | 13 | 36 | 29 | 16 | 46 | - Ouro RIAA - Ouro BPI - Ouro IFPI - Ouro AMPROFOM - Ouro IFPI - Ouro IFPI                                             |
| 2013                                                      | Closer to the Truth | - Lançamento: 24 de Setembro de 2013 - Gravadora: Warner Bros., WEA - Formatos: LP, CD, Digital Download            | 3  | 17 | 11 | 4  | 6  | —  | 45 | 11 | 4  | - Ouro Music Canada - Prata BPI                                                                                        |
| 2018                                                      | Dancing Queen       | - Lançamento: 28 de Setembro de 2018 - Gravadora: Warner Bros., WEA - Formatos: LP, CD, Digital Download            | 3  | 2  | 4  | 2  | 5  | 2  | 7  | 6  | 2  | - Prata BPI |
| "—" não alcançou ou não foi lançado no país dessa parada. |                     | |    |    |    |    |    |    |    |    |    | |

| Ano  | Álbum           |
| ---- | --------------- |
| 2000 | Not.com.mercial |

| Ano  | Álbum                                           |
| ---- | ----------------------------------------------- |
| 1968 | Cher's Golden Greats                            |
| 1972 | Cher Superpak                                   |
| 1974 | Greatest Hits                                   |
| 1992 | Cher's Greatest Hits: 1965-1992                 |
| 1999 | If I Could Turn Back Time: Cher's Greatest Hits |
| 1999 | The Greatest Hits                               |
| 2003 | The Very Best of Cher                           |
| 2005 | Gold                                            |

| Ano  | Álbum     |
| ---- | --------- |
| 1969 | Chastity  |
| 1990 | Mermaids  |
| 2010 | Burlesque |

| Ano  | Álbum                   |
| ---- | ----------------------- |
| 1977 | Two the Hard Way        |
| 1987 | The Ugly Ducking        |
| 1989 | Outrageous              |
| 2003 | Live: The Farewell Tour |

| Ano  | Nome                                             |
| ---- | ------------------------------------------------ |
| 1991 | CherFitness: A New Attitude                      |
| 1992 | CherFitness: Body Confidence                     |
| 1992 | Extravaganza: Live at the Mirage                 |
| 1993 | Cher – The Video Collection                      |
| 1999 | Live in Concert                                  |
| 2000 | VH1 Divas 1999                                   |
| 2002 | VH1 Divas 2002                                   |
| 2003 | Cher: The Farewell Tour                          |
| 2004 | The Very Best of Cher: The Video Hits Collection |
| 2005 | Live at the Mirage                               |

## Singles

### Singlesnúmero um nas paradas daBillboard
| Ano  | Single                                    | Parada(s)                                          | Ref.   |
| ---- | ----------------------------------------- | -------------------------------------------------- | ------ |
| 1965 | "I Got You Babe"                          | Hot 100                                            | [ 6 ]  |
| 1971 | "Gypsys, Tramps & Thieves"                | Hot 100                                            |        |
| 1972 | "All I Ever Need Is You"                  | Hot Adult Contemporary Tracks                      | [ 7 ]  |
| 1973 | "Half-Breed"                              | Hot 100                                            | [ 8 ]  |
| 1974 | "Dark Lady"                               | Hot 100                                            |        |
| 1979 | "Take Me Home"                            | Hot 100 Singles Sales                              | [ 9 ]  |
| 1989 | "After All"                               | Hot Adult Contemporary Tracks                      | [ 10 ] |
| 1989 | "If I Could Turn Back Time"               | Hot Adult Contemporary Tracks                      | [ 11 ] |
| 1991 | "The Shoop Shoop Song (It's in His Kiss)" | European Hot 100 Singles                           | [ 12 ] |
| 1998 | "Believe"                                 | European Hot 100 Singles                           | [ 13 ] |
| 1999 | "Believe"                                 | Hot Dance Club Songs Hot 100 Hot 100 Singles Sales | [ 14 ] |
| 1999 | "Strong Enough"                           | Hot Dance Club Songs                               | [ 15 ] |
| 1999 | "All or Nothing"                          | Hot Dance Club Songs                               | [ 16 ] |
| 1999 | "Dov'è L'amore"                           | Hot Dance Club Songs                               | [ 16 ] |
| 2002 | "Song for the Lonely"                     | Hot Dance Club Songs                               | [ 17 ] |
| 2002 | "A Different Kind of Love Song"           | Hot Dance Club Songs                               | [ 18 ] |
| 2002 | "The Music's No Good Without You"         | Hot Dance Club Songs                               | [ 18 ] |
| 2003 | "When the Money's Gone"                   | Hot Dance Club Songs                               | [ 19 ] |
| 2003 | "Love One Another"                        | Hot Dance Club Songs                               | [ 19 ] |
| 2011 | "You Haven't Seen the Last of Me"         | Hot Dance Club Songs                               | [ 20 ] |

### Músicas em telenovelas brasileiras
| Ano  | Música       | Novela       | Emissora   | Ref.   |
| ---- | ------------ | ------------ | ---------- | ------ |
| 1992 | "Love Hurts" | Vamp         | Rede Globo | [ 21 ] |
| 1999 | "Believe"    | Suave Veneno | Rede Globo | [ 22 ] |